# راي ثورنتون
راي ثورنتون (بالإنجليزية: Ray Thornton)‏ هو محامي وقاضي وسياسي أمريكي، ولد في 16 يوليو 1928 في كونوي في الولايات المتحدة، وتوفي في 13 أبريل 2016 في ليتل روك في الولايات المتحدة. حزبياً، نشط في الحزب الديمقراطي.

## مناصب
- في انتخابات مجلس النواب الأمريكي 1990 [الإنجليزية]‏، انتخب عضو مجلس النواب الأمريكي عن دائرة Arkansas's 2nd congressional district [الإنجليزية]‏ وقد انضم خلال فترته النيابية [الإنجليزية]‏ (3 يناير 1991 – 3 يناير 1993)  للكتلة البرلمانية الحزب الديمقراطي.
- في انتخابات مجلس النواب الأمريكي 1992 [الإنجليزية]‏، انتخب عضو مجلس النواب الأمريكي عن دائرة Arkansas's 2nd congressional district [الإنجليزية]‏ وقد انضم خلال فترته النيابية [الإنجليزية]‏ (5 يناير 1993 – 3 يناير 1995)  للكتلة البرلمانية الحزب الديمقراطي.
- في انتخابات مجلس النواب الأمريكي 1994 [الإنجليزية]‏، انتخب عضو مجلس النواب الأمريكي عن دائرة Arkansas's 2nd congressional district [الإنجليزية]‏ وقد انضم خلال فترته النيابية [الإنجليزية]‏ (4 يناير 1995 – 3 يناير 1997)  للكتلة البرلمانية الحزب الديمقراطي.
- انتخب قاضي (1997 – 2005).
- انتخب رئيس [الإنجليزية]‏ (1984 – 1990).
- انتخب رئيس [الإنجليزية]‏ (1980 – 1984).
- انتخب مدير (1979 – 1980).
- انتخب مدعي عام [الإنجليزية]‏ (1971 – 1973).
- انتخب مندوب [الإنجليزية]‏ (1969 – 1970).
- انتخب عضو مجلس النواب الأمريكي (3 يناير 1973 – 3 يناير 1979).